# Rue de la Halloterie
La rue de la Halloterie est une rue de Lille, dans le Nord, en France. 

## Situation et accès
Cette rue du quartier du Vieux-Lille relie la rue de la Barre à la rue de la Baignerie.
La rue très étroite est bordée en majorité de maisons de style classique lillois de la fin du XVIIe siècle ou du début du XVIIIe siècle.
La rue figure parmi les îlots regroupés pour l'information statistique (IRIS N° 0205 - VIEUX LILLE 5) de Lille, tels que l'Insee les a établis en 1999.

## Origine du nom
La rue tire son nom des saules, appelés « hallot » en patois de Lille, plantés le long d'une rivière, probablement une des multiples dérivations de la Deûle au Moyen-Âge.

## Historique
La rue est comprise dans l'agrandissement de la ville vers 1370 par une extension de l'enceinte qui a englobé le faubourg de Weppes ou paroisse Sainte-Catherine.

## Bâtiments remarquables et lieux de mémoire

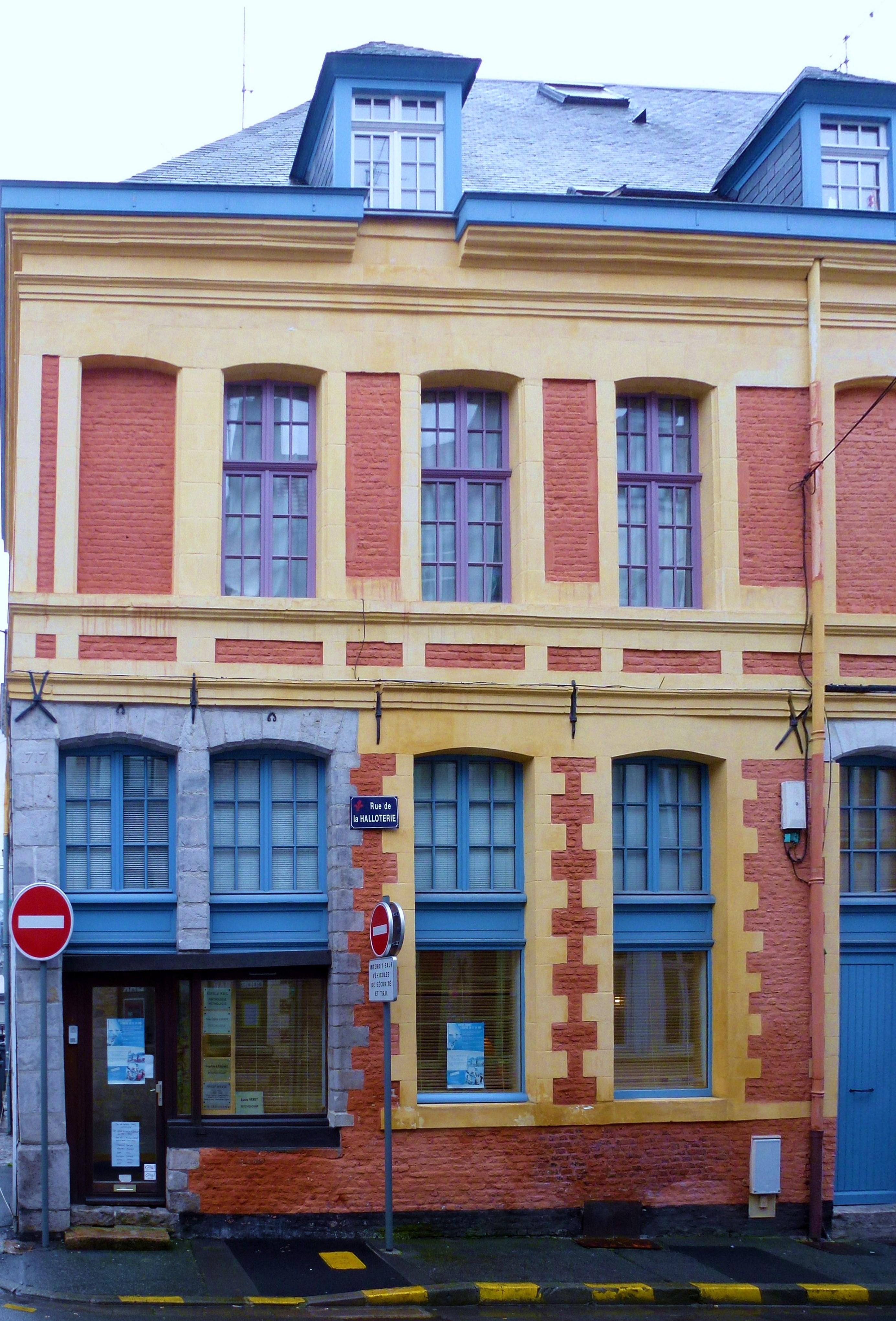
1bis rue de la Halloterie

- La maison au 1 et 1 bis, y compris le four à pain se trouvant dans la cave (cad. KS 61, 62), figure sur la liste des monuments historiques de Lille, inscription par arrêté du 28 avril 1993[3].